# Jacob Nielsen
Jacob Nielsen (16 de julio de 1973) es un deportista danés que compitió en remo. Ganó una medalla de bronce en el Campeonato Mundial de Remo de 1997, en la prueba de dos sin timonel ligero.

## Palmarés internacional
| Campeonato Mundial | Campeonato Mundial     | Campeonato Mundial | Campeonato Mundial     |
| Año                | Lugar                  | Medalla            | Prueba                 |
| ------------------ | ---------------------- | ------------------ | ---------------------- |
| 1997               | Aiguebelette (Francia) | Medalla de bronce  | Dos sin timonel ligero |